# Strongylodon ruber
Strongylodon ruber är en ärtväxtart som beskrevs av Julius Rudolph Theodor Vogel. Strongylodon ruber ingår i släktet Strongylodon och familjen ärtväxter. Inga underarter finns listade i Catalogue of Life.